# Hard Candy (album de Counting Crows)
Pour les articles homonymes, voir Hard Candy.
Albums de Counting Crows
This Desert Life
(1999) Saturday Nights & Sunday Mornings
(2008)
Hard Candy est le quatrième album du groupe de rock alternatif américain Counting Crows sorti le 7 juillet 2002.

## Pistes de l'album
1. Hard Candy
2. American Girls
3. Good Time
4. If I Could Give All My Love (ou Richard Manuel Is Dead)
5. Goodnight L.A.
6. Butterfly in Reverse
7. Miami
8. New Frontier
9. Carriage
10. Black and Blue
11. Why Should You Come When I Call?
12. Up All Night (Frankie Miller Goes to Hollywood)
13. Holiday in Spain
14. Big Yellow Taxi (piste cachée)

## Membres
- Dan Vickrey : guitare et voix
- Ben Mize : batterie, tambourine, percussion et voix
- Matt Malley : basse, guitare à 12 cordes et voix
- Charlie Gillingham : piano, Hammond B-3, synthétiseur, guitare, Chamberlin et voix
- Adam Duritz : piano, harmonica, voix et cloche
- David Bryson : guitare et guitare à 12 cordes